# Dieter Martin
Dieter Martin (* 20. Januar 1944 in Regensburg; † 30. Mai 2024 in Burgebrach) war ein Jurist sowie Verwaltungsbeamter und befasste sich als Fachbuchautor insbesondere mit dem Denkmalrecht.

## Wirken
Dieter Martin studierte ab 1963 Rechtswissenschaften, Wirtschaftswissenschaften und Kunstgeschichte an der Ludwig-Maximilians-Universität in München und in Venedig. 1971 promoviert Martin mit einer Arbeit über Kommunalwissenschaften. Nach einer universitären Assistentenzeit und einer Zeit als Verwaltungsjurist an einem Landratsamt war er vier Jahre lang Leiter des Bauordnungsamtes und der sogenannten Sanierungsstelle in Regensburg. Ab 1979 war Martin Leiter der Verwaltungsabteilung und Justiziar im Bayerischen Landesamt für Denkmalpflege sowie in dieser Eigenschaft unter Michael Petztet auch Stellvertreter des Generalkonservators. 1994 bis 2009 war er wissenschaftlicher Mitarbeiter am Institut für Archäologie, Denkmalkunde und Kunstgeschichte der Universität Bamberg und unterrichtete am Denkmalpflege-Lehrstuhl von Achim Hubel das Fach Denkmalrecht. Er selbst bezeichnete sich missverständlich als Akademischer Direktor des Instituts. Zeitweise war Martin Geschäftsführer der Dehio-Vereinigung, die das Dehio-Handbuch der Deutschen Kunstdenkmäler herausgibt.
Sein zusammen mit Michael Krautzberger und anderen 2010 herausgegebenes Werk „Handbuch der Denkmalpflege“ gilt als Standardwerk zum Thema und wurde mehrfach überarbeitet und erweitert herausgegeben. Ferner war Martin Autor und Mitautor u. a. mehrerer Denkmalschutzgesetz-Kommentare. Seit 2015 war er neben seiner Autorentätigkeit u. a. als Gutachter für deutsche Denkmalbehörden sowie als Berater für Eigentümer im Umgang mit Behörden tätig.

## Schriften
- Bayerisches Denkmalschutzgesetz, mit Wolfgang Eberl, Deutscher Gemeindeverlag, C.H. Beck u. a., München 1985–2019
- Denkmalschutzrecht in Berlin, mit Jörg Haspel, Kulturbuch-Verlag, Berlin 2000
- Denkmalschutzgesetz des Landes Sachsen-Anhalt, Kommunal- und Schul-Verlag Wiesbaden 2001
- Denkmalrecht Niedersachsen, mit Andreas Kleine-Tebbe, Kommunal- und Schul-Verlag, Wiesbaden 2001–2018
- Handbuch Denkmalschutz und Denkmalpflege, mit Michael Krautzberger u. a., C.H.Beck, München 2004, 5. Auflage 2022[7]
- Denkmalschutzgesetz Mecklenburg-Vorpommern, Kommunal- und Schul-Verlag Wiesbaden 2007
- Die Zumutbarkeit im Denkmalrecht, Kohlhammer Verlag, Stuttgart 2013